# Ptyas mucosa
Ptyas mucosa är en ormart som beskrevs av Carl von Linné 1758. Ptyas mucosa ingår i släktet Ptyas och familjen snokar. Inga underarter finns listade i Catalogue of Life.
Denna orm förekommer i Asien från Iran, södra Ryssland och Turkmenistan över Indien och Sri Lanka till det sydostasiatiska fastlandet och Malackahalvön, samt till Java och Bali. Honor lägger ägg.